# Pomíjivost

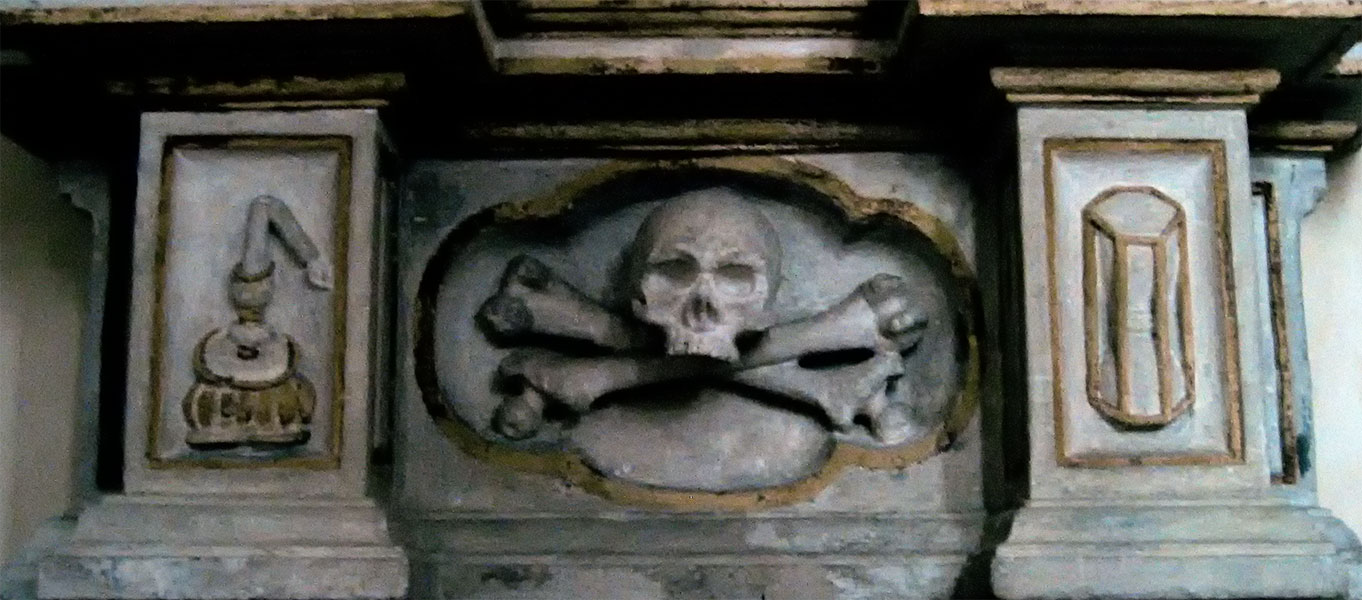
Symboly pomíjivosti: zhašená svíce, lebka s kostmi, přesýpací hodiny (barokní náhrobek ve štýrském Fernitzu)

Pomíjivost je vlastnost všeho, co jednou nezbytně zanikne. Pomíjivost věcí a stavů je tak úzce vázána na čas, jehož plynutí ji vyjevuje. Pomíjiví jsou například lidé, živí tvorové a hmotné věci, ale možná i celý vesmír. To, co nikdy nezanikne, například logické zákonitosti nebo Bůh podle západní náboženské tradice, se označuje jako nepomíjející, věčné. Pomíjivost se stala předmětem řady různých interpretací a hodnocení ve filosofii, náboženství a estetice.

## Filozofie

### Západní pojetí

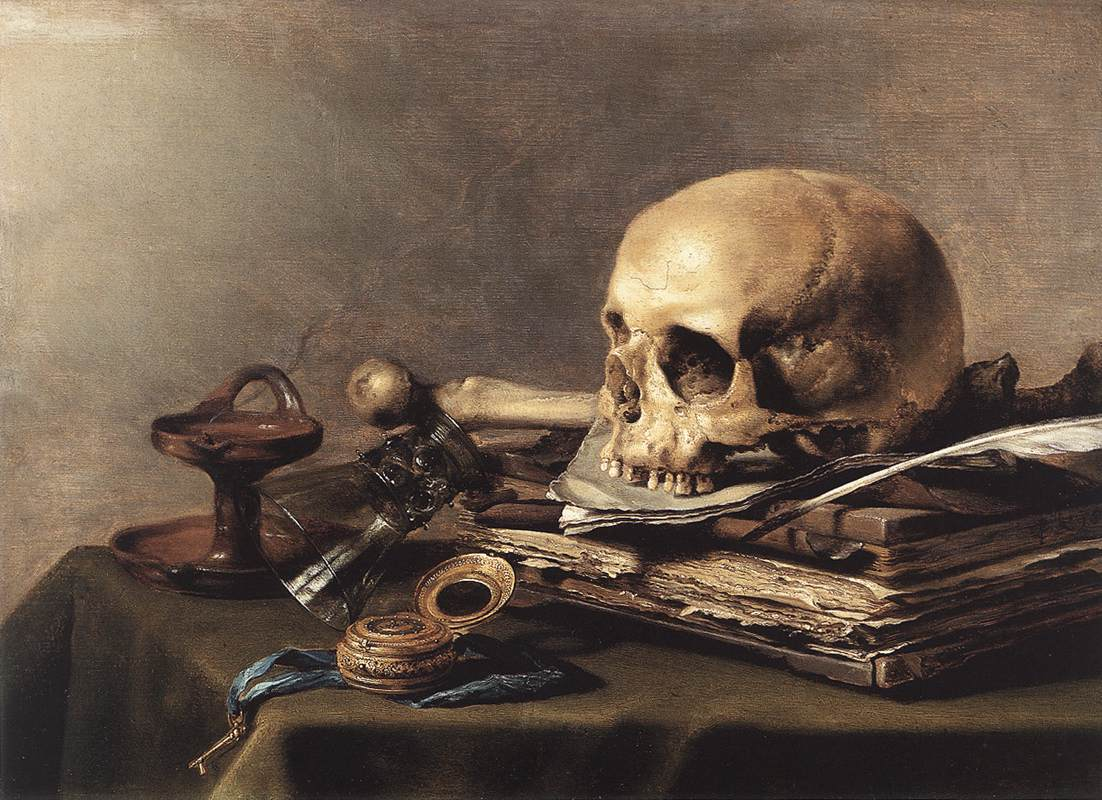
Pieter Claesz: Vanitas

V západním myšlení je důležitý koncept vanitas (marnost, pomíjivost; hebrejsky הבל hevel, tedy asi „závan větru“) klasicky vyjádřený starozákonní knihou Kazatel: „Pomíjivost, samá pomíjivost, řekl kazatel, pomíjivost, samá pomíjivost, všechno pomíjí.“ (Kz 1,2) To spolu s vírou v nesmrtelnost duše pak vede v křesťanství k etickému požadavku být si vědom své pomíjivosti („memento mori“) a orientovat se na dosažení věčné spásy.

### Východní pojetí
Indická buddhistická filozofie a teologie považuje pomíjivost (pálíjsky aničča) za jednu ze tří základních charakteristik veškeré existence (vedle strastiplnosti a nesubstanciality). Klasická japonská estetika, ovlivněná zenovým buddhismem, pak tento základní postoj přetavila do postulátu mono no aware, srdceryvnosti věcí; je to vědomí současně krásy a pomíjivosti estetického předmětu, což Japoncům ztělesňuje například krátké trvání sakurového květu.